# 红铆钉菇
红铆钉菇（學名：Gomphidius roseus），俗稱玫瑰尖蓋（rosy spike-cap）或粉紅鉚釘（pink gomphidius），是一種擔子菌門真菌，隸屬於铆钉菇属。這種真菌是一種珊瑚粉色的蘑菇，主要在秋季的松樹林中出現，並且總是在乳牛肝菌（Suillus bovinus）的附近出現。

## 分類
红铆钉菇最早是由瑞典真菌學家埃利亚斯·马格努斯·弗里斯於1821年描述的，其學名為粘傘菌β粉紅（Agaricus glutinosus β roseus）。後來，真菌學家克里斯蒂安·亨德里克·珀森和羅素於1838年將其學名改為現名。其學名中的源自古希臘文詞彙，意思是「楔形釘」。而則源自拉丁文形容詞，意思是“粉紅色”。

## 描述
红铆钉菇的菌蓋直徑能達5厘米（2英寸），呈珊瑚粉紅色，起初是凸面狀，但隨著年齡增加會變成扁平狀。其顏色亦會隨著年齡增加逐漸變成紅磚色。與其他铆钉菇一樣，這種真菌的表面是具粘性的。其菌蓋亦缺乏類似物種乳牛肝菌菌蓋上的黑斑。其菌柄高2.5–4.5厘米（1–1.6英寸），厚0.4–1厘米，並且有一個不明顯的菌環。其顏色為白色，並且有時候會染著粉紅色或葡萄酒色的色調。菌柄的底部則通常呈黃色。其菌肉呈白色，有時候亦會染著粉紅色，並且僅有淡淡的味道。其菌褶是自基部沿蕈柄向下生長的，呈灰色，而其孢子印則呈棕黑色。

## 分佈及生境
红铆钉菇並不常見，並且僅分佈於歐洲。而其類似物種亚红铆钉菇則除了歐洲，還分佈於北美洲。這種真菌主要在松樹林中出現，尤其是在歐洲赤松下，經常在乳牛肝菌的附近出現，並且不時會隱藏在矮樹叢中。其子實體多在秋季發芽。

## 生態
就如不少其他铆钉菇科真菌一樣，红铆钉菇是外生菌根的，因此與宿主有密不可分的關係。然而，現在有不少證據顯示，許多，甚至所有铆钉菇科真菌都是寄生在牛肝菌上，並且每種铆钉菇都會寄生在不同的牛肝菌上。红铆钉菇的宿主就是經常在其附近出現的乳牛肝菌。

## 可食性
红铆钉菇並沒有毒，因此是可供食用的。儘管如此，其過淡的味道和差劣的質素令到人們很少將之用作食材。